# Maigret und das Gespenst
Maigret und das Gespenst (französisch: Maigret et le fantôme) ist ein Kriminalroman des belgischen Schriftstellers Georges Simenon. Er ist der 62. Roman einer Reihe von insgesamt 75 Romanen und 28 Erzählungen um den Kriminalkommissar Maigret. Der Roman entstand vom 17. bis 23. Juni 1963 in Echandens und wurde vom 18. Mai bis 12. Juni 1964 in 23 Teilen von der französischen Tageszeitung Le Figaro vorab veröffentlicht. Die Buchausgabe folgte im Juli des Jahres beim Verlag Presses de la Cité. Die erste deutsche Übersetzung von Hansjürgen Wille und Barbara Klau publizierte 1965 Kiepenheuer & Witsch unter dem Titel Maigret und das Phantom. 1989 veröffentlichte der Diogenes Verlag die Neuübersetzung Maigret und das Gespenst von Barbara Heller.
Als Inspektor Lognon alias Inspektor Griesgram nachts in Paris niedergeschossen wird, fühlt sich Kommissar Maigret persönlich betroffen und übernimmt die Ermittlungen, obwohl er zu Beginn kaum in der Lage ist, sich auf seine übliche Professionalität zu besinnen. Er fahndet nach einer jungen Kosmetikerin, bei der der vermeintlich treue Ehemann die Nacht verbracht haben soll. Und er rätselt, was das letzte Wort, das Lognon auszusprechen in der Lage war, bedeuten soll: „Gespenst“.

## Inhalt

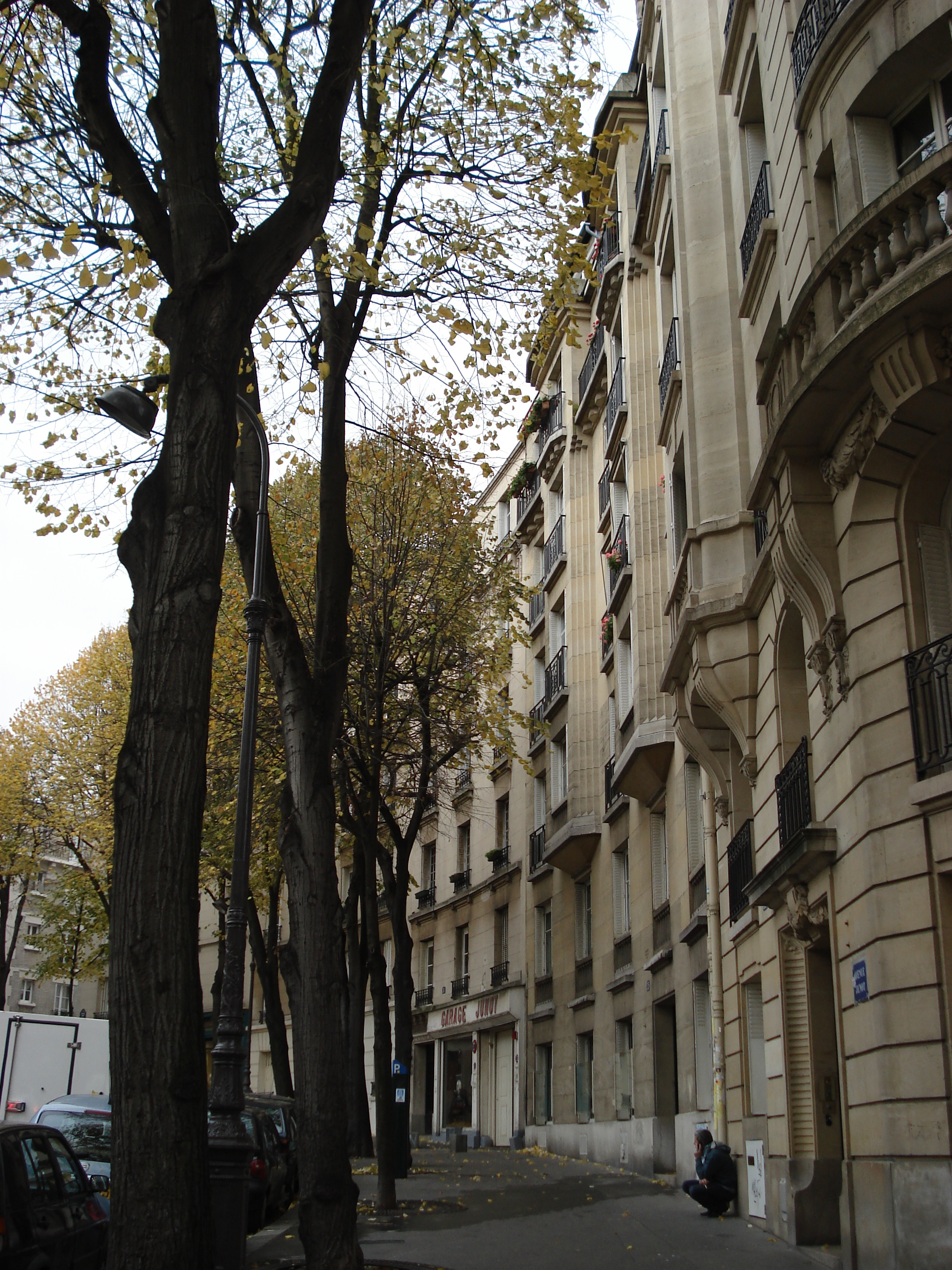
Avenue Junot in Paris

Inspektor Lognon, ein Bezirkspolizist aus dem 18. Arrondissement von Paris, der es trotz zahlreicher Bemühungen niemals geschafft hat, zur Kriminalpolizei an den Quai des Orfèvres versetzt zu werden, wird wegen seines unleidlichen Auftretens von allen Kollegen nur Inspektor „Griesgram“ genannt, obwohl Maigret den Spitznamen Inspektor „Unglücksrabe“ viel treffender findet, denn Lognon scheint das Pech geradezu anzuziehen. Nun ist er in einer Novembernacht in der Avenue Junot niedergeschossen worden und liegt schwer verletzt im Koma. Maigret fühlt sich persönlich vom Schicksal des Weggefährten betroffen und nimmt die Ermittlungen auf, während Madame Maigret sich um die hypochondrische Ehefrau des Verletzten kümmert.
Auf den ersten Blick scheint vieles auf ein Rendezvous Lognons mit der jungen Kosmetikerin Marinette Augier hinzudeuten, bei der sich Lognon in letzter Zeit öfter über Nacht aufgehalten haben soll, doch die Frau ist verschwunden, und Maigret, der um die Ergebenheit Lognons gegenüber seiner zänkischen Angetrauten weiß, vermag ihn sich so gar nicht als Schürzenjäger vorzustellen. Zudem scheinen Tathergang – zwei Täter, die dem Inspektor im Auto aufgelauert haben – und Tatwaffe – eine Mauser – auf Berufskriminelle hinzudeuten. Rätselhaft bleibt auch das einzige Wort, das der niedergeschossene Inspektor Angèle Sauget, der herbeigeeilten Concierge, zuflüstern konnte: „Gespenst“.
Das Auftauchen der Kosmetikerin bestätigt Maigrets Vermutung, dass der Inspektor von ihr nichts anderes wollte, als von ihrem Apartment aus heimliche Ermittlungen anzustellen, von denen er, aus Furcht, von Kollegen um seinen Ermittlungserfolg gebracht zu werden, niemandem ein Wort verriet. Die Aussage eines alten Misanthropen aus dem Nebenhaus namens Maclet, der den ganzen Tag damit verbringt, von seiner Fensterbank aus die Gegend zu beobachten, führt Maigret zur nahen Villa des holländischen Kunstsammlers Norris Jonker, in der Maclet ein reges Kommen und Gehen von Prostituierten beobachtet haben will. Im Haus entdeckt Maigret einen verliesartigen, kahlen Raum, dessen Wände mit anzüglichen Graffiti bedeckt sind. Und er trifft Jonkers attraktive Ehefrau Mirella, die ihm, kostümiert in einer gespenstischen weißen Kutte, vorgaukeln will, dass das Atelier des Hauses ihren offensichtlich untalentierten Malversuchen dient.
Das Vorleben der schönen Mirella, die vor ihrer Ehe, als sie noch Marcelle Maillant hieß, die Geliebte des Kriminellen Stanley Hobson alias „Glatzen-Stan“ war, und das Tatauto, der gelbe Jaguar des Kunstkritikers Ed Gollan, der im Ritz abgestiegen ist, entlarven schließlich eine Bande von Kunstfälschern. Durch einen unechten Van Gogh, den er unwissentlich weiterverkaufte, geriet Jonker in die Hand des Kritikers Gollan, der den Betrug nur unter der Bedingung der Mitwirkung Jonkers bei seinen Plänen geheim hielt. Gollan trieb den genialen, aber halb verrückten und sexbesessenen Fälscher Federigo Palestri auf, der in Jonkers Villa zahlreiche Meisterwerke fälschte, wobei er stets die gespenstische weiße Kutte trug, mit der ihn auch Lognon sah. Der Verkauf der Fälschungen geschah unter dem Deckmantel der Sammlung des Holländers, die in der Kunstwelt einen tadellosen Ruf genoss. Die Drecksarbeit für die Fälscherbande erledigten Mirellas Geliebter Stanley Hobson und sein Verbrecherkollege Mario de Lucia. Als sie die Überwachung durch Lognon bemerkten, versuchten sie kaltblütig, den Zeugen aus dem Weg zu räumen, wie sie anschließend auch den verrückten Maler beiseiteschafften, der erhängt in de Lucias Apartment aufgefunden wird.
Die ganze Untersuchung dauert kaum einen Tag, bis Maigret die Vorarbeiten Inspektor Lognons zu einem schnellen Abschluss geführt hat. Die Mitglieder der Fälscherbande werden verhaftet und zu langjährigen Gefängnisstrafen verurteilt, nur Jonker kommt glimpflich davon und nach einem halben Jahr Untersuchungshaft wieder frei – wonach er zu der noch immer von ihm geliebten Mirella zurückkehrt. Für Inspektor Griesgram nimmt der Fall ein ungewohnt glückliches Ende. Er wird nach einem Monat genesen aus der Klinik entlassen und zum ersten Mal in seinem Leben von der Presse als Held gefeiert.

## Form
Maigret und das Gespenst ist vom Umfang her einer der kürzesten Romane der Serie, in dem sich die gesamte Ermittlung auf einen einzigen Tag konzentriert. Als einziger Maigret-Roman besteht er aus lediglich sieben Kapiteln. Typisch für Simenons Werk sind die atmosphärischen, detailreichen Beschreibungen sowie die authentischen Zeichnungen der Figuren. Dabei bleibt die Sprache stets einfach und leicht verständlich. Julian Symons beschreibt einige Tricks und Techniken der verknappten Zusammenfassung, die typisch für die späten Maigret-Romane sind. Dazu gehören etwa einseitige Telefongespräche, die sich über eine halbe Seite ziehen, und deren einziger Zweck der Transport von Informationen ist, eine Methode, die gleichzeitig effektiv, aber auch ermüdend sei.

## Interpretation
Innerhalb der Maigret-Serie bilden die Romane, die sich um Inspektor Lognon alias Inspektor Griesgram ranken, und in denen der Inspektor regelmäßig trotz aufopferungsvoller Pflichterfüllung die Lösung seiner Fälle an Kommissar Maigret abtreten muss, eine eigene Teilserie, die mit dem Roman Maigret und das Gespenst ihren Abschluss findet. Erst bei seinem letzten Serienauftritt widerfährt dem Inspektor am Ende die ersehnte Genugtuung in Form öffentlicher Anerkennung. Und doch kann Lognon nicht aus seiner Haut und verbringt seine eigene Rekonvaleszenz damit, seine Frau zu pflegen, statt seinen späten Triumph zu genießen. Neben der Figur des Griesgrams steht im Mittelpunkt von Maigret und das Gespenst die psychologische Auseinandersetzung zwischen dem sturen, bürgerlichen Kommissar und dem intelligenten, arroganten Kunstkenner Jonker. Sie führt Maigret in ein Milieu, das ihm besonders fremd ist: das von Reichtum, Dünkel und Snobismus. Erst beim Verhör der aus Südfrankreich stammenden Mirella gelingt es Maigret, hinter die Fassade zu blicken, und er erkennt, dass sie wie er aus dem Milieu der „kleinen Leute“ stammt, wodurch er sich sogleich mit ihr verbunden fühlt. Zu einem Schlüsselsatz des Romans wird Maigrets Replik auf Jonkers Vorwurf, der Kommissar könne ihn nicht verstehen, weil er kein Sammler sei. Maigret antwortet schlicht: „Ich sammle Menschen…“ Simenons Biograf Stanley G. Eskin schließt an, dass Maigret dies mit seinem Autor gemein habe.
Für Dieter Paul Rudolph stehen vor allem drei Paare im Mittelpunkt des Romans, die Einblicke „ins ganz normale Ehedasein und seine Abgründe“ gewähren. Da gibt es zum einen die Ehe der Lognons, in der Madame Lognon ihrem Mann aus chronischer Gekränktheit ihre Bettlägerigkeit vorspielt, um ihn so zu ihrer Pflege zu nötigen. Ganz anders ist das Arrangement des reichen holländischen Kunsthändlers Jonkers und seiner deutlich jüngeren und betörend schönen Frau Mirella, die eine offene Ehe führen. Kaum mehr eine Partnerschaft, sondern eine Verschmelzung zweier Personen ist hingegen die Beziehung der Maigrets, von denen an einer Stelle ausgesagt wird, dass sie sich gegenseitig nicht mit ihren Vornamen oder Kosenamen anreden, weil sie sich fühlen, als seien sie längst eins geworden. In dieser Identität ist es für Rudolph Madame Maigret, deren Individualität auf der Strecke geblieben ist. Sie umsorgt ihren Mann, doch hält sie sich stets im Hintergrund, und als Höhepunkt ihrer Erfüllung beschreibt der Roman einen Moment, als sich ihre gesammelten Informationen, und damit sie selbst, als nützlich für den Fall ihres Mannes erweisen. Auf der anderen Seite bleibt jedoch auch Maigret stets auf die Betreuung seiner Frau und den von ihr gesteckten Rahmen angewiesen, ist er mindestens ebenso abhängig von ihr wie sie von ihm.

## Rezeption
Laut Dieter Paul Rudolph gehört Maigret und das Gespenst zu den „konventionelleren“ Maigret-Romanen, der anders als in anderen Fällen des Kommissars auch „genreüblich aufgeklärt“ wird. Tilman Spreckelsen fasst zusammen: „Was zunächst aussieht wie ein besonders undurchschaubarer Fall, marschiert in der zweiten Hälfte des Romans geradewegs auf ein erahnbares Ende zu.“ Für Detlef Richter legt Simenon bereits zu Beginn „ein hohes Tempo vor und steigert dabei Spannung und Tempo noch bis zum Schluss“. Daher sei Maigret und das Gespenst „einer der spannendsten Maigret Romane“. Julian Symons beschreibt einen „fesselnd interessanten“, gleichzeitig aber auch „hochgradig unwahrscheinlichen“ Plot über Kunstbetrug. Der Roman aus der Spätphase der Maigret-Serie sei „nicht der beste Jahrgang, aber immer noch sehr akzeptabel“.
Die Romanvorlage wurde dreimal verfilmt: im Rahmen der Fernsehserien Les Enquêtes du commissaire Maigret mit Jean Richard (Frankreich, 1971), Kinya Aikawa (Japan, 1978) und Maigret mit Bruno Cremer (Frankreich, 1994).

## Ausgaben
- Georges Simenon: Maigret et le fantôme. Presses de la Cité, Paris 1964 (Erstausgabe).
- Georges Simenon: Maigret und das Phantom. Übersetzung: Hansjürgen Wille, Barbara Klau. Kiepenheuer & Witsch, Köln 1965.
- Georges Simenon: Maigret und das Phantom. Übersetzung: Hansjürgen Wille, Barbara Klau. Heyne, München 1973.
- Georges Simenon: Maigret und das Gespenst. Übersetzung: Barbara Heller. Diogenes, Zürich 1989, ISBN 3-257-21760-9.
- Georges Simenon: Maigret und das Gespenst. Sämtliche Maigret-Romane in 75 Bänden, Band 62. Übersetzung: Barbara Heller. Diogenes, Zürich 2009, ISBN 978-3-257-23862-4.